# فارمینگتون (واشینگتن)
فارمینگتون (به انگلیسی: Farmington) یک منطقهٔ مسکونی در ایالات متحده آمریکا است که در شهرستان ویتمن، واشینگتن واقع شده‌است. فارمینگتون ۰٫۹۴ کیلومتر مربع مساحت و ۱۴۶ نفر جمعیت دارد و ۸۰۵ متر بالاتر از سطح دریا واقع شده‌است.